# 莫哈末基尔多约
莫哈末基尔多约（1965年8月6日—），马来西亚雪兰莪州第十三任州务大臣，现土著团结党籍，第十届、第十一届及第十二届雪兰莪州议会双溪班让议员 ，曾在2008年4月至2010年12月担任雪兰莪州议会反对党领袖。此外，他也曾在2002年被时任首相马哈迪·莫哈末委任为雪兰莪巫统联络委员会主席。

## “基宫”受贿案
2007年5月，时任雪州大臣基尔以350万令吉向迪塔瑪斯私人有限公司（Ditamas Sdn Bhd）购卖两片位于莎阿南第七区的豪宅土地，远低于该公司在2004年12月采购时的650万令吉价格，而该公司总裁山苏丁则在工程竞标时获得基尔所给予的支持信。
此案于2009年7月被雪州适耕庄行动党籍州议员黄瑞林所揭发，置疑基尔如何拥有一座价格与其收入不符的豪宅，反贪污委员会随后介入调查，而基尔则反控黄瑞林诽谤。
由于涉案的豪宅被指极为奢华，民众及各语文媒体将其戏称为“基尔皇宫”，简称“基宫”。
2010年12月26日，刚于巫统党选中失利并辞去雪州议会反对党领袖一职的基尔在办公室被反贪会逮捕并带到莎阿南高等法庭面控，控状指其触犯刑事法典第165条，即公务员不得接受任何贵重物品或礼物，一旦罪成，将面临最高2年监禁、罚款或两者兼施基尔否认有罪并获保外候审。在审讯过程中，售屋者山苏丁转为污点证人，而法庭传召的两位估算师指出这两片土地当时的合理价格应在550万令吉左右。
2011年12月23日，莎阿南高庭法宫莫达鲁丁判其贪污罪成，需入狱12个月，并将其豪宅充公。基尔则继续向上诉庭上诉并保外候审。
2013年5月30日，上诉庭三司驳回其上诉，维持高庭原判。基尔则继续向联邦法院上诉，并在网上部落格发文置疑自己只是首相纳吉为建立反贪形象而用来祭旗的代罪羔羊。

### 入狱
2015年9月22日，联邦法院五司驳回其上诉，维持罪名成立。基尔向法院求情，表示自己愿意向贫困家庭提供免费牙科护理服务，每星期至少三次，长达两年，希望以此免除牢狱刑罚。联邦法院于同月29日对其量刑裁决，马来亚大法官祖基菲里在判词中表示，社区服务只适用于少年罪犯，而基尔犯案时身为公务员，危害了公众对公务体系的信心，其影响不容小觑，因而维持高庭原判，基尔最终需在加影监狱服刑一年，案中房产充公。
9月30日，雪兰莪王室就其贪污罪成，正式褫夺其2001年所获得的“雪兰莪王冠斯里勋章”，这意味着，基尔不能再使用“拿督斯里”头衔，而其牙医执照也因刑事罪成而依《1971年牙医法令》第32条被吊销。
基尔因在狱中行为良好，获减刑至8个月，并在服刑6个月后于2016年3月获得假释，至5月29日正式刑满获释。